# 알바니아의 로마 가톨릭교회
알바니아의 로마 가톨릭교회는 알바니아에 있는 로마 가톨릭교회이다. 일반적으로 알바니아 인구의 약 16~17%가 믿는 것으로 알려졌으나, 2011년 공식 통계에 의하면 10.03%라고 나왔다. 알바니아 정교회나 최근 들어온 개신교와 함께 알바니아의 기독교를 구성하고 있다.
알바니아의 로마 가톨릭 신자들은 주로 알바니아 내에서도 북부 지방에 거주하고 있으며, 특히 슈코더르, 레저는 알바니아 내에서도 가장 가톨릭 신자 비율이 높은 곳으로 뽑히고 있다.

## 같이 보기
- 알바니아의 가톨릭 교구 목록